# Polydesma mahafaly
Polydesma mahafaly là một loài bướm đêm trong họ Erebidae.